# Великі Мильці
Великі Мильці (рос. Большие Мильцы) — присілок в Печорському районі Псковської області Російської Федерації.
Населення становить 43 особи. Входить до складу муніципального утворення Новоізборська волость.

## Історія
Від 2015 року входить до складу муніципального утворення Новоізборська волость.

## Населення
| 2001 | 2002 | 2010 |
| ---- | ---- | ---- |
| 83   | ↘63  | ↘43  |